# Rolf Brennerfelt
Rolf Börje Brennerfelt, född Eriksson 2 november 1961, är en svensk politiker (C) och ämbetsman. 
Brennerfelt har agronomexamen från Sveriges lantbruksuniversitet i Uppsala. Han blev förbundssekreterare i Centerns Högskoleförbund 1986, politisk sekreterare på riksdagskansliet 1989-1991, pressekreterare åt jordbruksminister Karl Erik Olsson 1992, politiskt sakkunnig i Jordbruksdepartementet 1993-1994, expert på Lantbrukarnas Riksförbunds Brysselkontor från 1995 och dess chef 2001-2006. 
Brennerfelt var statssekreterare hos Eskil Erlandsson på Jordbruksdepartementet 2006-2010, därefter tillträdde han en tjänst som kabinettschef åt Staffan Nilsson, ordförande för Europeiska unionens ekonomiska och sociala kommitté i Bryssel.
Han var mellan 2014 och 2020 generaldirektör för Sveriges meteorologiska och hydrologiska institut (SMHI) där han under sina sista månader enligt Dagens Nyheter spelat en central roll i turerna kring den så kallade SMHI-affären.
Brennerfelt är sedan 2014 styrelseordförande för Sveriges lantbruksuniversitet.